# Placa sintonizadora de televisão

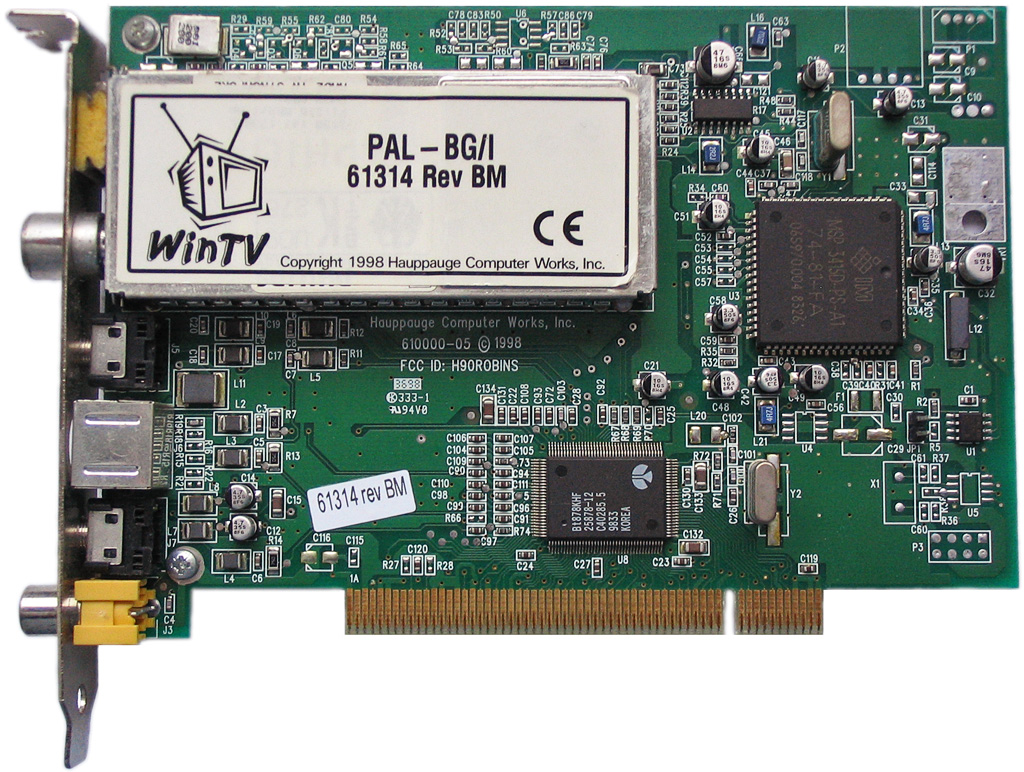
Placa sintonizadora de TV Hauppauge WinTV

Uma placa sintonizadora de televisão é um componente de computador que permite que sinais de televisão e vídeo composto sejam recebidos por um computador. A maioria das placas sintonizadoras também funcionam como placas de captura de vídeo, permitindo-as gravar programas de TV no disco rígido.

## Variantes

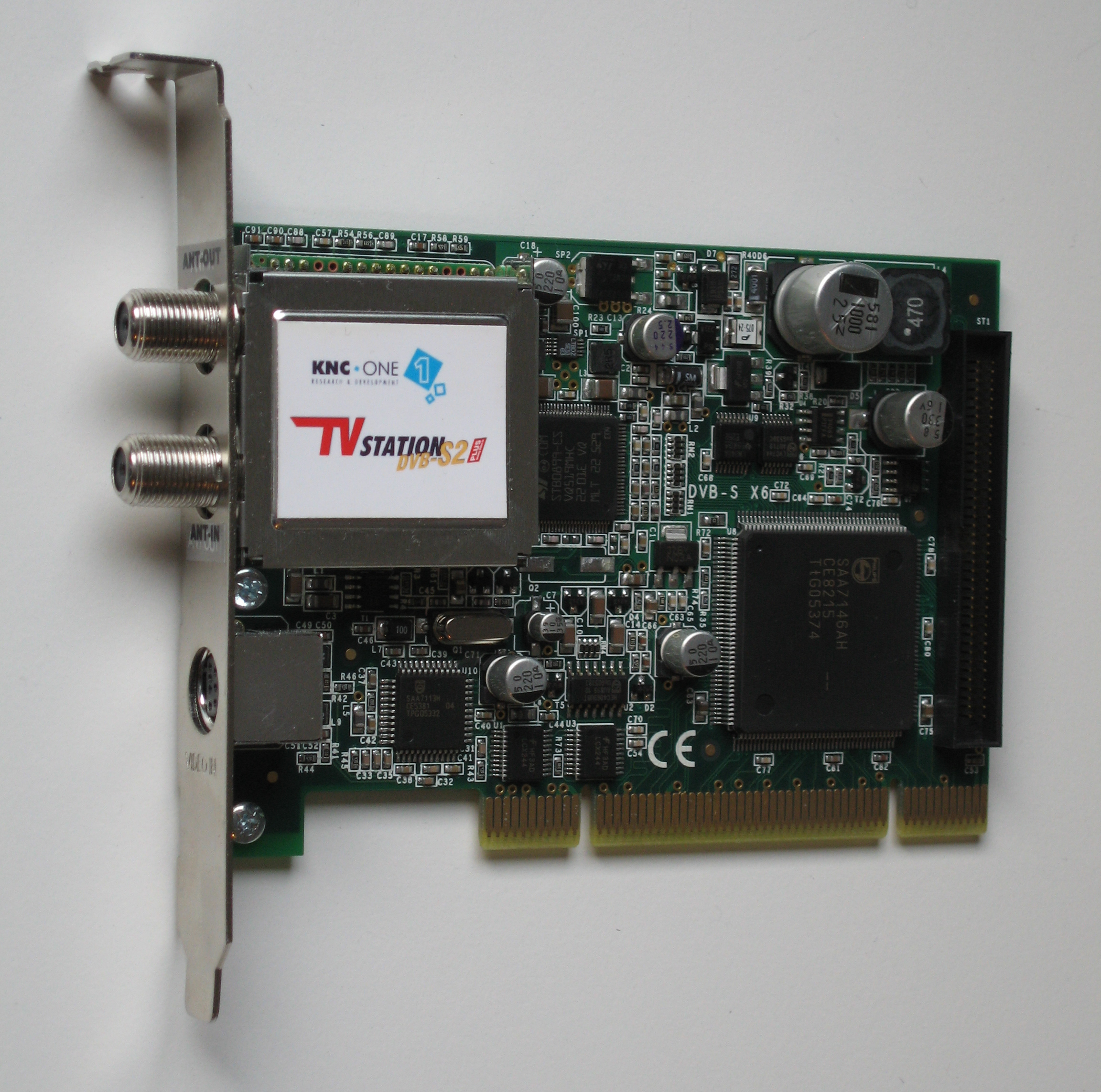
Uma placa sintonizadora DVB-S2

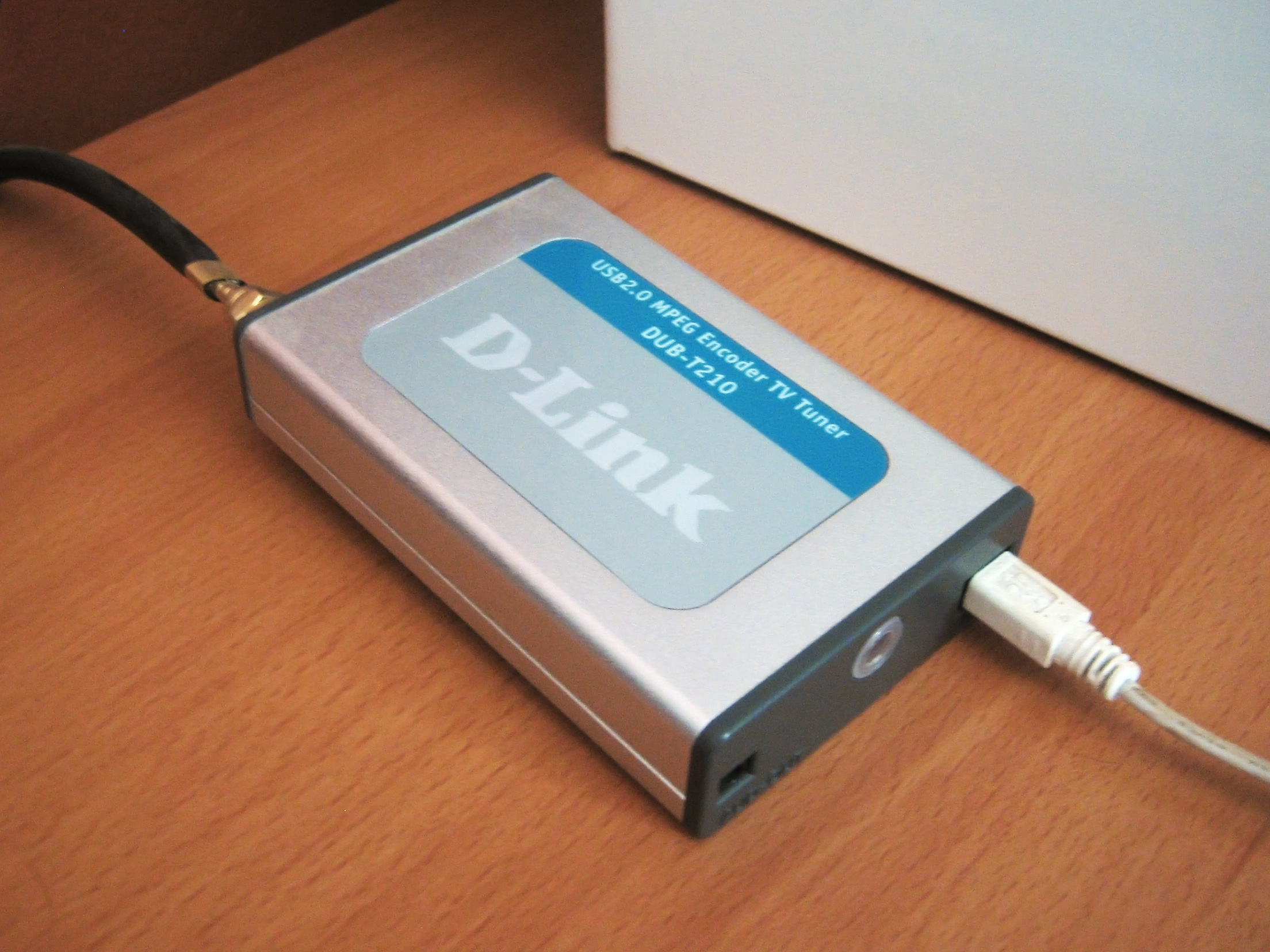
Sintonizador de TV externo D-Link

Sintonizadoras de TV estão disponíveis em diferentes interfaces: como placa de expansão de barramento PCI, barramento PCI Express (PCIe), PCMCIA, Mini PCI Express, PCMCIA Express ou dispositivos USB. Além disso, algumas placas de vídeo também funcionam como sintonizadoras de TV, como as da série ATI All-In-Wonder. A placa contém um sintonizador e um conversor analógico-digital juntamente com demodulação e interface lógica. Algumas placas muito baratas não possuem um processador onboard e, como um softmodem, dependem da CPU do sistema para demodulação.
Existem atualmente quatro tipos de placas sintonizadoras no mercado:

### Sintonizadores de TV analógica
Placas de televisão analógica resultam em uma baixa qualidade de vídeo, adequadas à visualização em tempo real, mas exigindo algum tipo de compressão, para que seja gravado. Essas placas captam sinais analógicos NTSC ou/e PAL ou/e todas as suas variantes. Modelos mais caros codificam o sinal para Motion JPEG ou MPEG, aliviando a CPU principal desta carga. Muitas placas também possuem entrada analógica (composite video ou S-Video) e muitas outras ainda captam sinais de rádio FM.

### Sintonizadores de TV Digital
TV digital é transmitido como sinal digital, então não é necessário nenhum codificador.

### Sintonizadores híbridos
Um sintonizador híbrido tem um sintonizador que pode ser configurado para atuar como um sintonizador digital ou analógico. Trocar os sistemas é muito fácil, mas não pode ser feito imediatamente. A placa opera como um sintonizador digital ou analógico até ser reconfigurada.

### Sintonizadores "combo"
Este é muito semelhante ao sintonizador híbrido, exceto por ter dois sintonizadores separados na placa. Um pode assistir à TV analógica enquanto o outro grava a digital, ou vice-versa. A placa funciona como um sintonizador analógico e digital simultaneamente. As vantagens sobre as duas placas separadas são o custo e utilização dos slots de expansão no computador. Como muitas regiões do mundo convertem de sinal analógico para digital, esses sintonizadores estão ganhando popularidade.
Como placas analógicas, os sintonizadores híbrido e "combo" podem ter chips especializados na placa sintonizadora para realizar a codificação, ou deixar esta tarefa à CPU. As placas sintonizadoras com este 'hardware de codificação' são geralmente consideradas como sendo de maior qualidade. Sintonizadores USB pequenos geralmente não possuem o chip de codificação pois devido ao tamanho e ao calor.
Enquanto a maioria dos sintonizadores de TV é limitada às frequências de rádio e formatos de vídeo utilizados em seu país de venda, muitos deles utilizados em computadores usam DSP, assim uma atualização do firmware é muitas vezes tudo o que é necessário para mudar o formato de vídeo suportado.
Muitos sintonizadores de TV podem funcionar como rádio FM; isto porque existem semelhanças entre sinal de televisão e rádio FM.

### TV móvel
Acessórios de placas de TV externos são disponíveis para telefones celulares como o iPhone, para assistir TV móvel, via emissoras de TV em 1SEG no Japão. Existe também um "conversor" para assistir DVB-H na Europa e noutras regiões através de Wi-Fi.

## Captura de vídeo
Placas de captura de vídeo são uma classe de dispositivos de captura designados para ligar diretamente aos slots de expansão em computadores pessoais e servidores.
Estas placas normalmente incluem um ou mais drivers de software para exibir os recursos da placa, por meio de vários sistemas operacionais, para aplicativos que processam mais o vídeo para propósitos específicos. Algumas placas especializadas suportam vídeo digital por meio de padrões de entrega de vídeo digital incluindo Serial Digital Interface (SDI) e, mais recentemente, o emergente padrão HDMI. Estes modelos geralmente suportam as variações standard definition (SD, definição padrão) e high definition (HD, alta definição).
Enquanto a maior parte dos dispositivos de captura PCI e PCI Express são dedicados a esse propósito, os dispositivos de captura AGP são normalmente incluídos com os gráficos adaptados na placa como como um pacote "tudo num só". Ao contrário das placas de edição de vídeo, estas placas tendem a não ter hardware dedicado para processamento de vídeo além da conversão analógico-digital. A maior parte das placas de captura de vídeo, não todas, também suportam um ou mais canais de áudio.
Existem outras aplicações para captura de vídeo que incluem conversão de uma fonte analógica ao vivo em algum tipo de mídia analógica ou digital, (assim como de uma fita VHS para um DVD), arquivamento, edição de vídeo, gravação agendada (como um DVR), sintonização de televisão, ou videovigilância. As placas podem ter designs significantemente diferentes para suportar cada uma dessas funções.
Uma das aplicações mais populares para placas de captura de vídeo é de capturar vídeo e áudio ao vivo da Internet.